# Lazar Popović
Lazar Popović (in serbo Лазар Поповић?; Belgrado, 10 gennaio 1983) è un ex calciatore serbo, di ruolo attaccante.

## Statistiche

### Presenze e reti nei club
Statistiche aggiornate al 10 novembre 2024.
| Stagione           | Squadra            | Campionato         | Campionato | Campionato | Coppe nazionali | Coppe nazionali | Coppe nazionali | Coppe continentali | Coppe continentali | Coppe continentali | Altre coppe | Altre coppe | Altre coppe | Totale | Totale |
| Stagione           | Squadra            | Comp               | Pres       | Reti       | Comp            | Pres            | Reti            | Comp               | Pres               | Reti               | Comp        | Pres        | Reti        | Pres   | Reti   |
| ------------------ | ------------------ | ------------------ | ---------- | ---------- | --------------- | --------------- | --------------- | ------------------ | ------------------ | ------------------ | ----------- | ----------- | ----------- | ------ | ------ |
| 2004-2005          | Čukarički          | PL                 | 4          | 0          | CS              | 0               | 0               | CU                 | 0                  | 0                  | -           | -           | -           | 4      | 0      |
| 2005-gen. 2006     | Brest              | L2                 | 7          | 1          | CF+CdL          | 0+0             | 0               | -                  | -                  | -                  | -           | -           | -           | 7      | 1      |
| gen.-giu. 2006     | Čukarički          | PL                 | 0          | 0          | CS              | 0               | 0               | CU                 | 0                  | 0                  | -           | -           | -           | 0      | 0      |
| 2006-2007          | Čukarički          | SL                 | 0          | 0          | CS              | 0               | 0               | CU                 | 0                  | 0                  | -           | -           | -           | 0      | 0      |
| 2007-2008          | Čukarički          | SL                 | 24         | 6          | CS              | 0               | 0               | CU                 | 0                  | 0                  | -           | -           | -           | 24     | 6      |
| 2008-mar. 2009     | Čukarički          | SL                 | 7          | 2          | CS              | 0               | 0               | CU                 | 0                  | 0                  | -           | -           | -           | 7      | 2      |
| Totale Čukarički   | Totale Čukarički   | Totale Čukarički   | 35         | 8          |                 | 0               | 0               |                    | 0                  | 0                  |             | -           | -           | 35     | 8      |
| mar.-lug. 2009     | Daegu              | K1                 | 9          | 1          | CCS             | 5               | 2               | -                  | -                  | -                  | -           | -           | -           | 14     | 3      |
| 2009-2010          | Željezničar        | PL                 | 22         | 8          | CB              | 2               | 0               | UEL                | 0                  | 0                  | -           | -           | -           | 24     | 8      |
| 2010-2011          | Željezničar        | PL                 | 25         | 4          | CB              | 4               | 0               | UEL                | 1                  | 0                  | -           | -           | -           | 30     | 4      |
| Totale Željezničar | Totale Željezničar | Totale Željezničar | 47         | 12         |                 | 6               | 0               |                    | 1                  | 0                  |             | -           | -           | 54     | 12     |
| 2012-2013          | Kukësi             | KS                 | 23         | 16         | CA              | 1               | 0               | -                  | -                  | -                  | -           | -           | -           | 24     | 16     |
| 2013-gen. 2014     | Kukësi             | KS                 | 12         | 3          | CA              | 1               | 1               | UEL                | 8                  | 2                  | -           | -           | -           | 21     | 6      |
| Totale Kukësi      | Totale Kukësi      | Totale Kukësi      | 35         | 19         |                 | 2               | 1               |                    | 8                  | 2                  |             | -           | -           | 45     | 22     |
| gen.-giu. 2014     | Kastrioti          | KS                 | 10         | 1          | CA              | 0               | 0               | -                  | -                  | -                  | -           | -           | -           | 10     | 1      |
| Totale carriera    | Totale carriera    | Totale carriera    | 143        | 42         |                 | 13              | 3               |                    | 9                  | 2                  |             | -           | -           | 165    | 47     |

## Palmarès

### Club

#### Competizioni nazionali
- Campionato bosniaco: 1

Željezničar: 2009-2010
- Coppa di Bosnia: 1

Željezničar: 2010-2011